# 乾神星
乾神星（59 Elpis）是第59颗被人类发现的小行星，于1860年9月12日发现。乾神星的直径为164.8千米，质量为4.7×1018千克，公转周期为1634.355天。
乾神星以希臘神話的希望女神厄爾庇斯命名。